# Cu xanh bụng trắng
Cu xanh bụng trắng (danh pháp hai phần: Treron sieboldii) là một loài chim trong họ Columbidae. Loài chim này được tìm thấy ở Trung Quốc, Nhật Bản, Hàn Quốc, Lào, Nga, Đài Loan, Thái Lan, Ấn Độ và Việt Nam.
Môi trường sống tự nhiên của loài chim này là rừng ôn đới.
Cu xanh bụng trắng được biết đến với thói quen uống nước mặn khác thường. Một địa điểm nổi tiếng mà chúng làm điều này (ở Nhật Bản) là Terugasaki ở Ōiso thuộc tỉnh Kanagawa.